# Cordes-sur-Ciel
Cordes-sur-Ciel is een gemeente in het Franse departement Tarn (regio Occitanie) en telt 808 inwoners (2021).   De plaats maakt deel uit van het arrondissement Albi. Het dorp is gesticht in 1222 door graaf Raymond VII van Toulouse als toevluchtsoord voor de katharen in de regio. Het dorp is gebouwd op een rots in de vallei van de Cérou. Het is een etappeplaats op de bedevaartsroute naar Compostela. Tot 1993 heette het dorp 'Cordes'. In het Occitaans wordt het dorp 'Còrdas' genoemd. 
In 2014 is het dorp verkozen tot "favoriet Franse Dorp" in een door Stéphane Bern gepresenteerd tv-programma op France 2. Het dorp is lid van Les Plus Beaux Villages de France.

## Geografie
De oppervlakte van Cordes-sur-Ciel bedraagt 8,2 km², de bevolkingsdichtheid is 121,5 inwoners per km².
De onderstaande kaart toont de ligging van Cordes-sur-Ciel met de belangrijkste infrastructuur en aangrenzende gemeenten.

## Demografie
Onderstaande figuur toont het verloop van het inwonertal (bron: INSEE-tellingen).